# Lyudmila Keldysh
Ljudmila Vsevolodovna Keldysch (em russo:  Людмила Всеволодовна Келдыш; Oremburgo, 12 de março de 1904 – Moscou, 16 de fevereiro de 1976) foi uma matemática soviética.

## Vida
Keldysch foi uma das sete crianças do engenheiro Vsevolod Michailovitsch Keldysch. Passou sua infância e juventude em Riga e Ivanovo, onde seu pai foi professor de engenharia civil. Após assistir uma aula de Nikolai Luzin, que de 1918 a 1922 durante os conturbados anos da revolução se estabeleceu em Ivanovp, decidiu estudar matemática sob sua orientação na Universidade Estatal de Moscou.
Foi casada desde 1934 com o matemático Pyotr Novikov, com quem teve cinco filhos, dentre eles o matemático e medalhista Fields Sergei Novikov e o astrônomo Leonid Novikov, membro da Academia de Ciências da Rússia. A partir de 1934 trabalhou com seu marido no Instituto de Matemática Steklov. Em 1941 obteve um doutorado e foi depois professora no Instituto de Matemática Steklov.
Seu irmão Mstislav Keldysh foi também um conhecido matemático.